# Official Secrets Act
 (mars 2020).

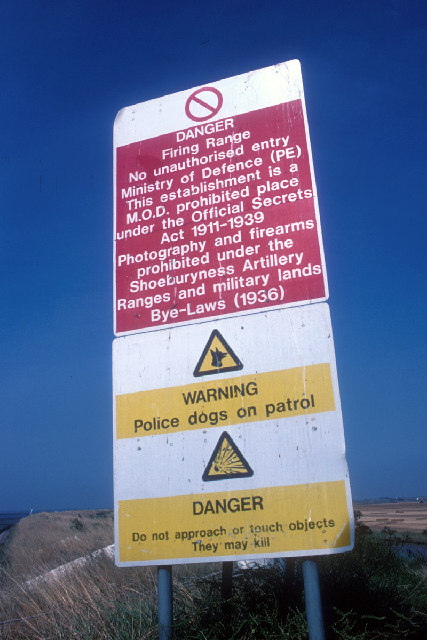
Panneau de défense d'entrer sur le territoire.

Official Secrets Act est un terme utilisé à Hong Kong, en Inde, en Irlande, en Malaisie, à Singapour et au Royaume-Uni (et antérieurement au Canada et en Nouvelle-Zélande) pour désigner une législation qui protège les secrets d'État et l'information officielle, principalement en matière de sécurité nationale.

## Au Royaume-Uni

### Cas célèbres
Quand, en 1953, Ronald Maddison mourut dans une expérience où le laboratoire gouvernemental de Porton Down l'avait exposé au sarin, son père fut autorisé à assister à l'enquête, mais on l'avertit qu'il serait poursuivi sur base de l'Official Secrets Act s'il informait qui que ce soit, y compris sa famille, des circonstances de la mort de son fils.
En 2003, Katharine Gun, traductrice au Government Communications Headquarters (GCHQ, Royaume-Uni), divulgue au journal The Observer une opération secrète de la National Security Agency, l'agence américaine de renseignement d'origine électromagnétique. Cette opération avait pour but de mettre sous écoute les bureaux des Nations unies de six « pays pivot » qui pouvaient déterminer si l'ONU donnerait son approbation pour l'invasion de l'Irak. Katharine Gun est inculpée d'avoir enfreint l'Official Secrets Act, mais l'affaire, portée devant les tribunaux le 24 février 2004, est immédiatement classée parce que l'accusation avait refusé de fournir des preuves.

### Histoire
Au Royaume Uni, il y a plusieurs Official Secrets Acts, notamment un de 1911 et un de 1989. En décembre 2019, The Guardian annonce que des projets gouvernementaux tendant à rendre ces lois plus sévères contre la divulgation de secrets d'État inquiètent la National Union of Journalists (en).